# Кадиш, Михаил Павлович
Михаил Павлович Кадиш (1886, Москва — 23 октября 1962, Париж) — юрист, переводчик, журналист, общественный деятель русского зарубежья.

## Биография
Родился в 1886 году в Москве в еврейской семье. После окончания юридического факультета Московского университета, занимался адвокатской практикой. С 13 ноября 1913 года был помощником у присяжного поверенного Я. Б. Якулова; специализировался на уголовной защите.
Был одним из крупнейших московских переводчиков с немецкого. Большинство переводов вышло в книгоиздательстве «Современные проблемы» (частное издательство, основанное Николаем Абрамовичем Столляром в 1907 году).
После прихода к власти большевиков в 1921 году эмигрировал в Германию. Был журналистом в ряде русских периодических изданий и оказывал юридическую помощь своим соотечественникам.
Работал секретарём правления «Русского клуба» в Берлине (1921). Член правлений «Общества помощи русским гражданам» там же (1923—1924), позже «Союза русских журналистов и писателей» в Берлине (1925—1930), «Союза русской присяжной адвокатуры» в Германии.
В 1935 году переехал в Париж. Подрабатывал фотографом.
Состоял членом ревизионной комиссии (1935—1939), позже — вице-председателем «Объединения русских адвокатов во Франции». Член ревизионной комиссии «Очага русских евреев-беженцев» в Париже (1945). В 1958 входил в Комитет по организации чествования памяти В. А. Маклакова, адвоката, политического деятеля, члена Государственной думы, одного из защитников М. Бейлиса.
Масон. Выступал с докладами и участвовал в дискуссиях в ложе «Лотос» № 638 Великой ложи Франции, в ложе совершенствования «Друзья любомудрия», в ложе «Северная звезда» ВВФ, на объединенных собраниях лож. Хранитель печати и помощник секретаря (1946 год), судебный делегат (1947 год), секретарь (1947—1948 годах) ложи «Лотос».
Из письма Алданова М. А. к Троцкому И. М. от 6 декабря 1953 года, известно о плохом материальном положении Михаила Павловича в 1953 году : "Пишу Вам по конфиденциальному делу, — пожалуйста, никому не показывайте этого моего письма. Я вчера получил письмо от Кадиша. Его положение (материальное, да и моральное) просто отчаянное. Как Вы помните, Фонд обещал ему помочь. Когда мы с Вами у меня прощались, Вы уполномочили ему сказать, что в нояб-ре ему будет дана ссуда. Я его, разумеется, повидал в Париже (отдал ему Ваше пальто, он был страшно рад и благодарен Вам) и сказал ему о предстоящей ссуде. Теперь он мне пишет, что ничего не получил. В чем дело? "
Умер 23 октября 1962 года. Похоронен на парижском кладбище Баньё.

## Известные переводы
- Менгер Антон. Народная политика. Пер. с нем. М.Кадиш Москва `Знание` 1907 г. 96с.
- Рау, Ханс, Извращения в любви: Опыт половой психологии / Ганс Рау; Пер. с нем. М. Кадиш. — Москва : Соврем. проблемы, 1907. — 251с.
- Зудерман, Герман (1857—1928). Розы : Тетралогия / Герман Зудерман; Пер. с нем. Мих. Кадиш; Обл. работы П. Степанова. — Москва : Соврем. проблемы, 1908. — 245 с.
- Ланггаард, Гальфдан, Оскар Уайльд : Его жизнь и лит. деятельность / Пер. Мих. Кадиш. — Москва : Соврем. проблемы, 1908. — 116 с.
- Кей, Эллен Каролина Софья, Мать и дитя / Пер. Мих. Кадиш. — Москва : Соврем. проблемы, 1908. — 32 с.
- Зеринг Л. Метерлинк, как философ и поэт. Пер. с немецкого Мих. Кадиш. — М.: Современные проблемы. 1908. 136, [8] с.
- Манн Т., Гофмансталь Г., Иензен И., Кайзерлинг Э. и др. Конволют из 15 произведений в двух книгах в одном переплете. Западные сборники. Две книги под одной обложкой. Перевод М. Кадиш. Содержание: Книга первая. Манн Т.- Gladius Dei, Каленберг Г.- Горбун, Гофмансталь Г.- Сказка, Вассерман Я.- Старик, Альтенберг П.- Революционер, Голендер Ф. — Приемыш, Шлаф И. — Другая. Книга вторая. Фибиг К. — Москва: Книгоиздательство «Современные проблемы», 1908. — 302с. + 301с.
- Лишневская, Мария. Половое воспитание детей / Пер. с 3 нем. изд. и предисл. Мих. Кадиш. — Москва : Соврем. пробл., 1908. — 40 с.
- Даутендей, Элизабет. О новой женщине и ее любви : Кн. для зрелых умов / Елиз. Даутендэй; Пер. с нем. М. Кадиш. — Москва : Сфинкс, [1909]. — 100 с.
- Шустер, Пауль Нервная система и повседневная жизнь / Д-р П. Шустер, прив.-доц. Берлин. ун-та; Пер. с нем. Мих. Кадиш. — Москва : Звезда, 1909. — 178 с.
- Вегенер Ганс. Грядущее поколение. Половая проблема в воспитании детей. Перевод с нем Мих. Кадиш. — М.: Кн-во Звезда, 1909. — 183 с.
- Завоевание воздуха: настольная книга по воздухоплаванию и летательной технике : составлено на основании новейших открытий и изобретений / с предисл. графа Цеппелина; пер. с нем. Мих. Кадиш. — М.: Титан, 1909. — 400 с. : ил., портр. — Содерж.: Завоевание воздуха / Г. Доминик. Аэростат: статьи / Ф. М. Фельдгауз [и др.]. Управляемый аэростат / Г. Экенер. Летательные аппараты / Н. Штерн.
- Шоу, Бернард, Врач на распутье : Пьеса в 5 д. Бернара Шоу : (Изд. сокр. для сцены) / Пер. М. Кадиш. — Москва : Соврем. пробл., 1910. — 136 с.
- Гессе Г. Петер Каменцинд. / Пер. Мих. Кадиш. — Москва : Соврем. проблемы, 1910.
- Эверс, Ханс Хейнц Избранные сочинения : Т. 1 / Ганс Гейниц Эверс. — Москва : Л. А. Столяр, 1912. — 19 с. — ([Библиотека ужаса]. Серия 1).
- Альрауне : (История одного живого существа) : Роман / Пер. с нем. Мих. Кадиш. — 1912. — 341 с., 1 л. фронт. (портр.).
- Абрагам К. [Абрахам Карл] Сон и миф. Очерк народной психологии Перевод с немецкого М. Кадиш — М.: Типография Торгового Дома «Мысль», 1912.
- Мюлау, Елена фон Избранные сочинения: Т. 1 / Елена фон-Мюлау. — Москва : Л. А. Столяр, 1912—1913. — 20. Исповедь глупой женщины / Пер. с 3-го нем. изд. Мих. Кадиш. — 1912. — [2], 215 с.
- Мюлау, Елена фон Избранные сочинения: Т. 2. — Москва : Л. А. Столяр, После первого ребенка / Пер. с нем. изд. Мих. Кадиш. — 1913.
- Дункер, Р. Король-Солнце : Любовная идиллия Людовика XIV / Р. Дункер; Пер. с нем. Мих. Кадиш. — Москва : Соврем. пробл., 1913. — 334 с.
- Ферворн, Макс. Развитие человеческого духа; Новое миросозерцание; Наркоз / [Пер. М. Кадиш, Пер. М. Гольденвейзер]; Макс Ферворн, д-р мед. и философии, проф. физиологии и дир. Физиол. ин-та Геттинген. ун-та. — Москва : Соврем. пробл., 1913. — 175 с.
- Левенфельд Л., Гипнотизм. Руководство к изучению гипноза и внушения и значения их в медицине и юриспруденции. Перевод с немецкого М. Кадиш. Под редакцией и с предисловием д-ра Н. А. Вырубова. С приложением очерка д-ра Л. Левенфельда «К современному положению психотерапии». — М.: Книгоиздательство «Современные проблемы», 1913. — 468 с.
- Кирхейзен Фридрих М. Наполеон I. Его жизнь и его время. Том I. Перевод с немец. М. Кадиш. С предисловием А. К. Дживилегова. Сер: Истории завоевателя мира. Том IV. — М.: Современные проблемы, 1913. — VI, 364 с.
- Меламед, Сэмюэль Макс. Психология еврейского духа / Пер. с нем. Мих. Кадиш. — Москва : Соврем. проблемы, 1914. — XII, 295 с.
- Мейринк, Густав, Големъ : Роман / Густав Мейринк ; Пер. с нем. Мих. Кадиш. — Берлин : С. Ефрон, [1921]. — 324, [3] с.
- Келлерман, Бернгард, Девятое ноября / Пер. с нем. Мих. Кадиш. — Берлин : Слово, 1922. — 453 с.
- Икскуль В. Я. Кавказские наброски. Перевод М. Кадиш. Серия «Библиотека Сполохи» № 13. — Берлин: издательство Г. А. Гутнова, 1922. — 52 с.
- Шницлер, Артур, Доктор Греслер : повесть / Артур Шницлер; [пер. с нем. Мих. Кадиш]. — Берлин : Ладыжников, 1922. — 143 с.
- Куэ Э. Сознательное самовнушение как путь господства над собой. — Берлин, 1932.
- Вассерман Я. Русские новеллы. Перевод с немецкого Мих. Кадиш. — Берлин Русское универсальное издательство, 19??. — 98 с.

## Источник
- Российское зарубежье во Франции 1919—2000 / Л. Мнухин, М. Авриль, В. Лосская — Москва: Наука; Дом-музей Марины Цветаевой, 2008.